# Pulsellum lofotense
Pulsellum lofotense är en blötdjursart som först beskrevs av Sars 1865.  Pulsellum lofotense ingår i släktet Pulsellum och familjen Pulsellidae. Enligt den svenska rödlistan är arten nationellt utdöd i Sverige. . Arten har tidigare förekommit i Götaland men är numera lokalt utdöd. Artens livsmiljö är havet. Inga underarter finns listade i Catalogue of Life.